# Bataille du détroit de Hjörung
La bataille de Hjörungavágr (Hjørungavåg en norvégien moderne) ou du détroit de Hjörung est un affrontement naval semi-légendaire qui aurait eu lieu à la fin du Xe siècle et qui aurait opposé les Jarls de Lade aux envahisseurs danois menés par les Jomsvikings. La bataille est décrite dans les sagas des rois norvégiens telles que la Heimskringla, la Jómsvíkinga saga ou la  Gesta Danorum de Saxo Grammaticus. Quoique ces textes soient souvent fabuleux les  historiens s'accordent sur le fait qu'ils reposent sur des faits réels sur l'ile de Hareidlandet.

## Référence
- (en) Cet article est partiellement ou en totalité issu de l’article de Wikipédia en anglais intitulé « Battle of Hjörungavágr » (voir la liste des auteurs).